# Jeremy Renner
Cet article possède un paronyme, voir Jérémie Renier.
Jeremy Renner [ˈd͡ʒɛɹmi ˈɹɛnɚ], né le 7 janvier 1971 à Modesto (Californie), est un acteur, producteur et chanteur américain.
Révélé en 2009 par sa performance en tête d'affiche du thriller Démineurs, de Kathryn Bigelow, il est, depuis 2011 et le premier film Thor, surtout connu pour son incarnation de Hawkeye, dans l'univers cinématographique Marvel, mais aussi pour ses participations aux franchises Mission impossible et Jason Bourne.

## Biographie
Jeremy Renner est l’aîné d'une famille de sept enfants. À l'âge de dix-neuf ans, il découvre la comédie, qui devient sa vocation, et part à San Francisco où il se produit dans les théâtres locaux.
Il déménage ensuite à Los Angeles où il travaille comme maquilleur et décroche quelques rôles sur scène, notamment dans Search and Destroy.

### Carrière

#### Débuts (1995-2008)

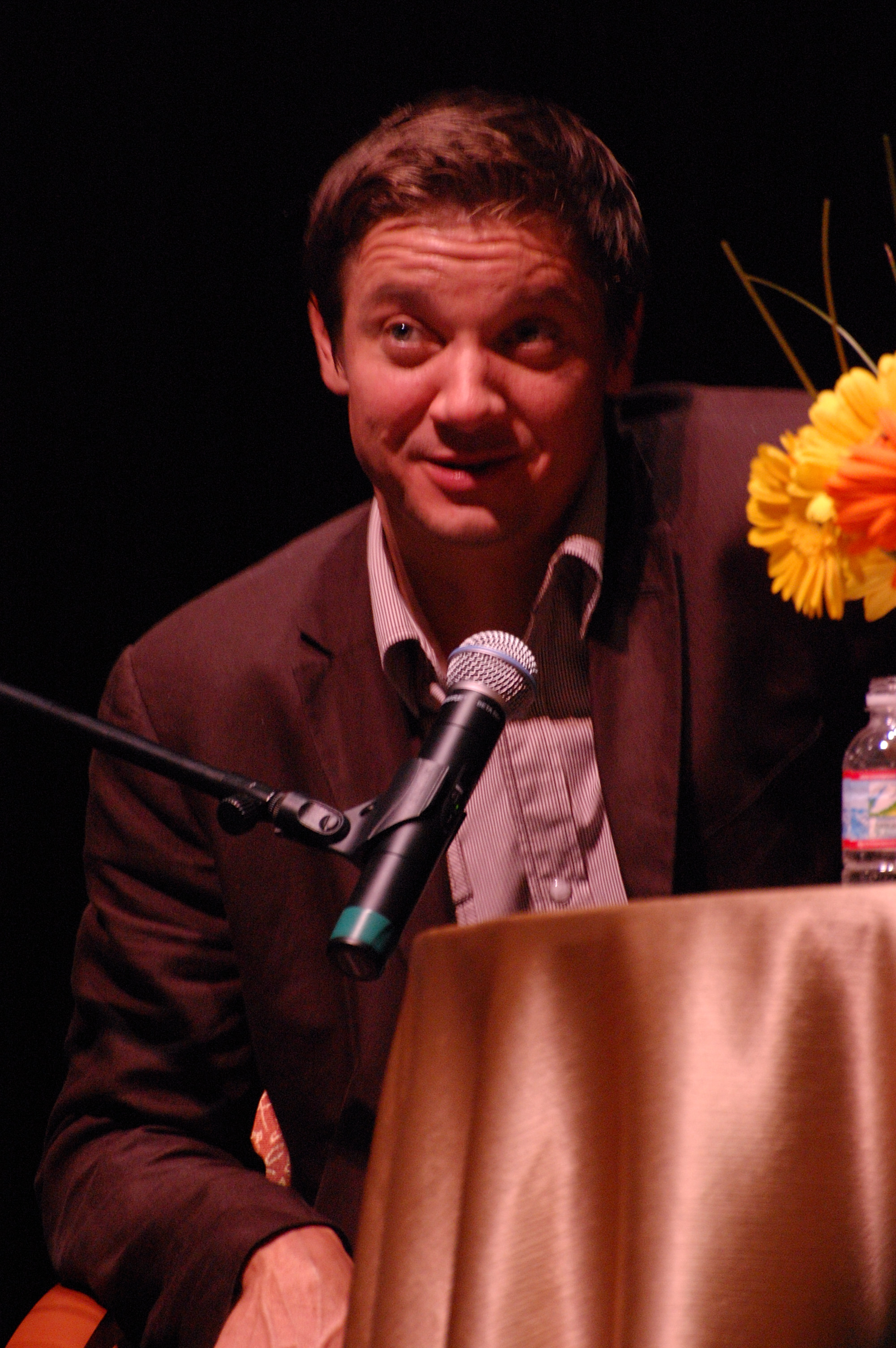
Jeremy Renner au MJC Performing and Media Arts Center Grand Opening en 2008.

En 1995, Jeremy Renner fait ses débuts au cinéma dans la comédie potache Alarme totale (1995).
Entre 1998 et 2001, il apparaît surtout dans une poignée de séries télévisées. Parmi les plus connues, la série policière Les Experts, mais aussi Angel, la série fantastique produite par Joss Whedon, le futur réalisateur d'Avengers.
En 2002, il prête ses traits au tueur en série Jeffrey Dahmer pour le thriller Dahmer le Cannibale, retraçant le parcours sanglant du célèbre tueur en série. Il enchaîne ensuite les petits rôles de « méchants », comme celui de l'ex-partenaire du personnage interprété par Colin Farrell dans le film d'action S.W.A.T. unité d'élite en 2003.
En 2007, il fait partie de la distribution du film de science-fiction 28 semaines plus tard, suite du film d'horreur 28 jours plus tard, réalisé par Danny Boyle. Pour ce film cette fois mis en scène par l'Espagnol Juan Carlos Fresnadillo, l'acteur partage l'affiche avec deux autres futures stars : Rose Byrne et Idris Elba. Si le film fonctionne commercialement en deçà du premier opus, il est très bien reçu par la critique.
La même année, il se distingue aussi dans un western réalisé par Andrew Dominik, L'Assassinat de Jesse James par le lâche Robert Ford. Produit et porté par la star Brad Pitt, le film est acclamé par la critique et reçoit deux nominations aux Oscars. Il apparaît parallèlement dans un épisode de la quatrième saison de la série médicale Dr House, et participe aussi au clip de Pink, Trouble, et à celui de son ami Brother Sal, Scenes on Sunset.
En 2008, il joue dans le pilote du soap opera The Oaks . Mais la série n'est pas commandée par la chaîne Fox.

#### Révélation critique (2009-2010)

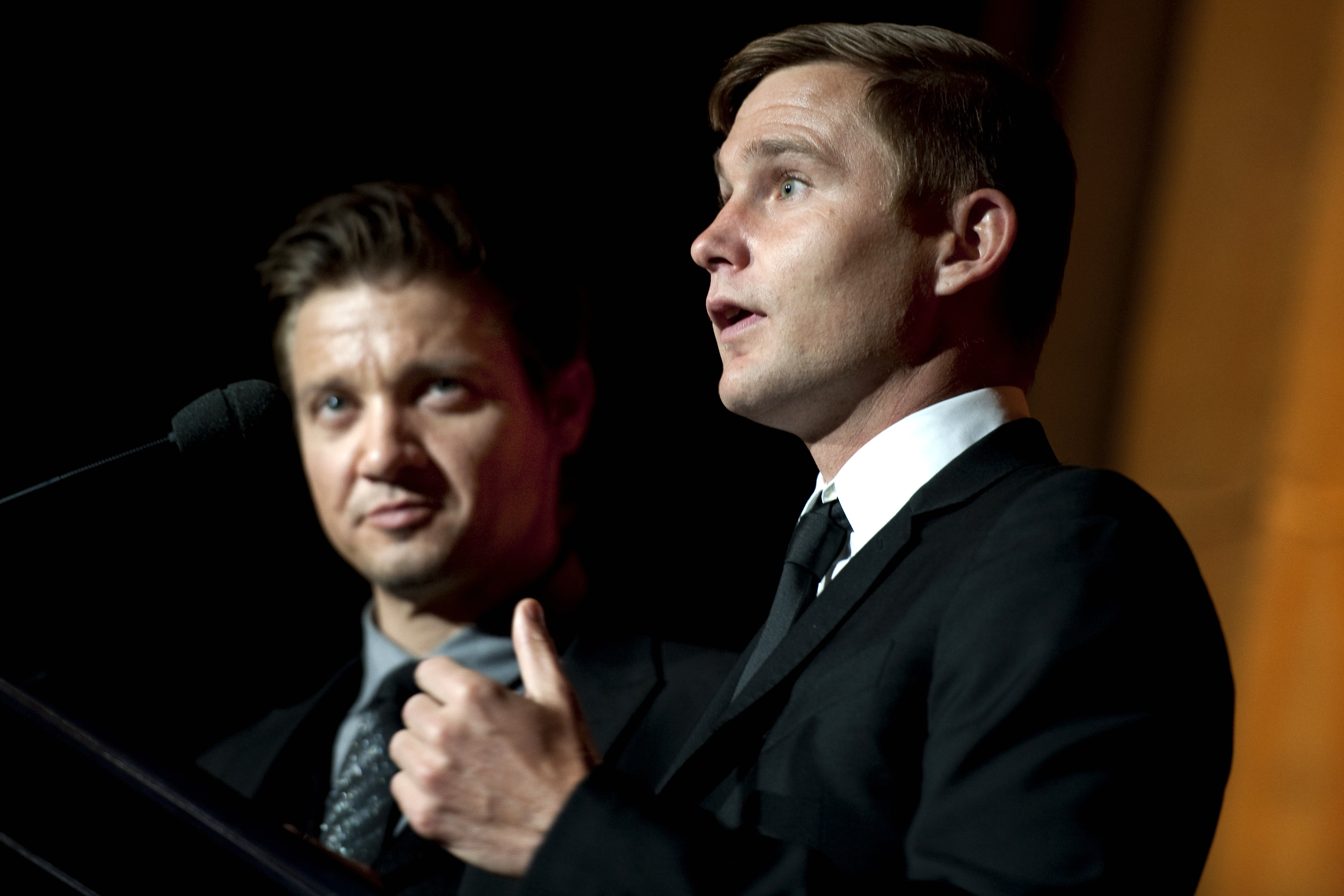
En avril 2010, aux côtés de son collègue de Démineurs, Brian Geraghty, au Tragedy Assistance Program for Survivors Gala à Washington, D.C.

Entre avril et juin 2009, Jeremy Renner figure dans la distribution de la série The Unusuals, diffusée par la chaîne américaine ABC. Cette comédie dramatique policière, dans laquelle il joue l'un des personnages principaux, un policier taciturne, est arrêtée faute d'audience.
Quelques jours après le dernier épisode diffusé, sort dans les salles américaines un thriller psychologique d'action, réalisé par Kathryn Bigelow, cinéaste n'ayant alors pas tourné depuis sept ans. Démineurs est un énorme succès critique et révèle enfin l'acteur au grand public et aux professionnels. Pour son rôle du sergent William James, il est notamment nommé aux Oscars 2010 dans la catégorie du meilleur acteur.
En 2010, il participe à The Town, la seconde réalisation de Ben Affleck. Dans ce thriller d'action, il interprète le meilleur ami du personnage principal, incarné par le réalisateur. Pour sa prestation, il est de nouveau nommé aux Oscars, cette fois dans la catégorie du meilleur acteur en second rôle.

#### Blockbusters (2011-2013)

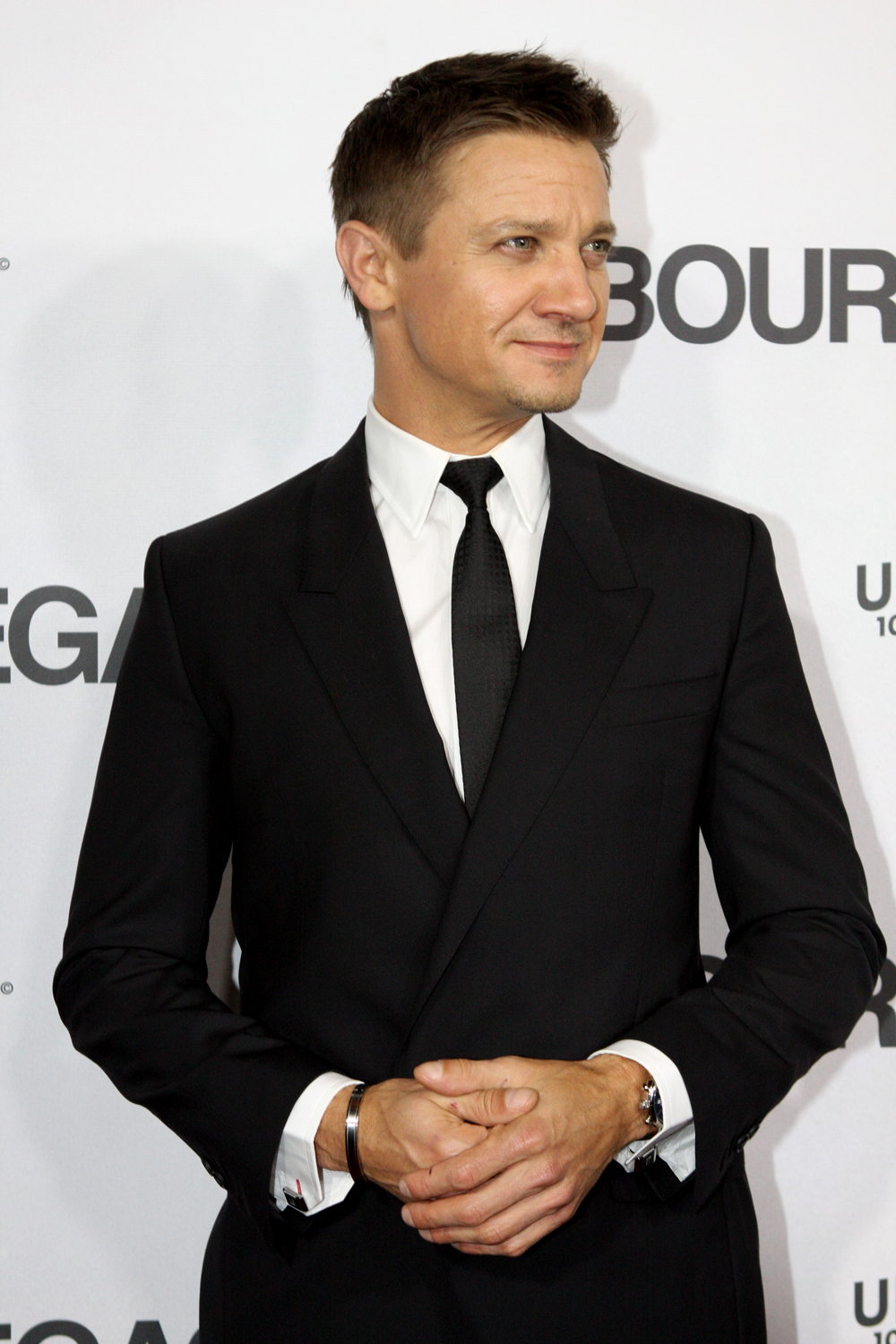
En août 2012, à la première australienne de The Bourne Legacy au State Theatre, à Sydney.

En 2011, Jeremy Renner est choisi pour intégrer l'équipe d'espions du quatrième volet de la saga Mission impossible, intitulé Mission impossible : Protocole Fantôme. Son personnage est supposé à terme remplacer celui d'Ethan Hunt, compte tenu de la popularité alors déclinante de Tom Cruise sur le territoire nord-américain. Contre toute attente, le blockbuster est le plus gros succès de la star et relance sa carrière.
En 2012, il prête ses traits à l'un des super-héros de l'univers cinématographique Marvel, le personnage de Clint Barton, alias « Hawkeye », pour Avengers (et ce après une première apparition dans Thor, de Kenneth Branagh).
La même année, il rejoint une troisième franchise, en incarnant l'agent Aaron Cross dans le film Jason Bourne : L'Héritage, quatrième film de la série Jason Bourne, destiné à relancer la marque sans la présence de la star Matt Damon. Le film déçoit au box-office, mais le studio annonce la mise en chantier d'une suite. En novembre 2013, Justin Lin est annoncé à la mise en scène. Cependant, en septembre 2014, Paul Greengrass annonce qu'il va finalement réaliser le cinquième opus de la saga. Deux mois plus tard, Matt Damon confirme en effet son retour dans le rôle-titre. Le projet avec Jeremy Renner et Justin Lin est donc mis en attente par le studio.
En 2013, il joue Hansel dans le film d'action fantastique Hansel and Gretel: Witch Hunters aux côtés de Gemma Arterton.
Parallèlement, il accepte des seconds rôles dans des projets plus ambitieux : il fait ainsi partie de la distribution du thriller American Bluff, de David O. Russell, dans lequel il interprète Carmine Polito, le maire de Camden, qui se retrouve impliqué dans une affaire visant à arrêter des politiciens corrompus. Il apparaît enfin dans le drame historique The Immigrant, réalisé par James Gray. Le premier est un succès commercial ; quant aux deux autres films, ils sont acclamés par la critique, et American Bluff récolte même dix nominations aux Oscars.

#### Entre cinéma indépendant et commercial (depuis 2013)

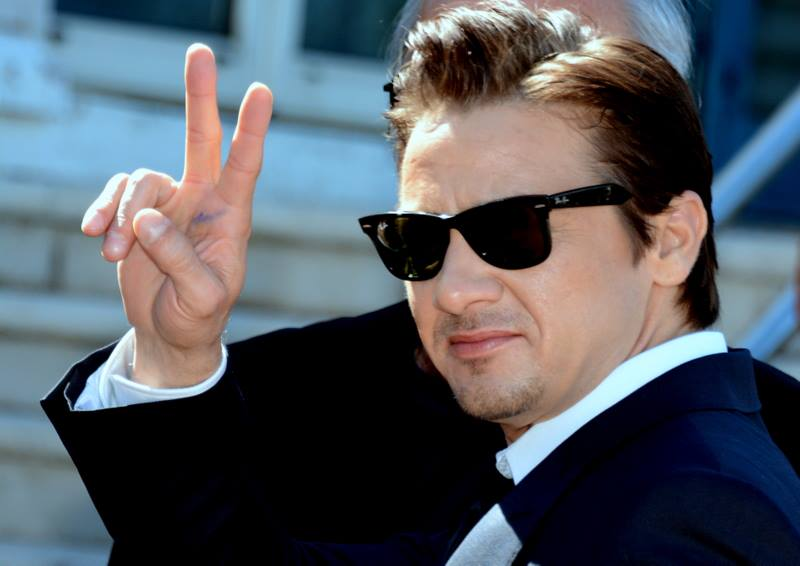
Jeremy Renner au Festival de Cannes 2013 pour la première de The Immigrant.

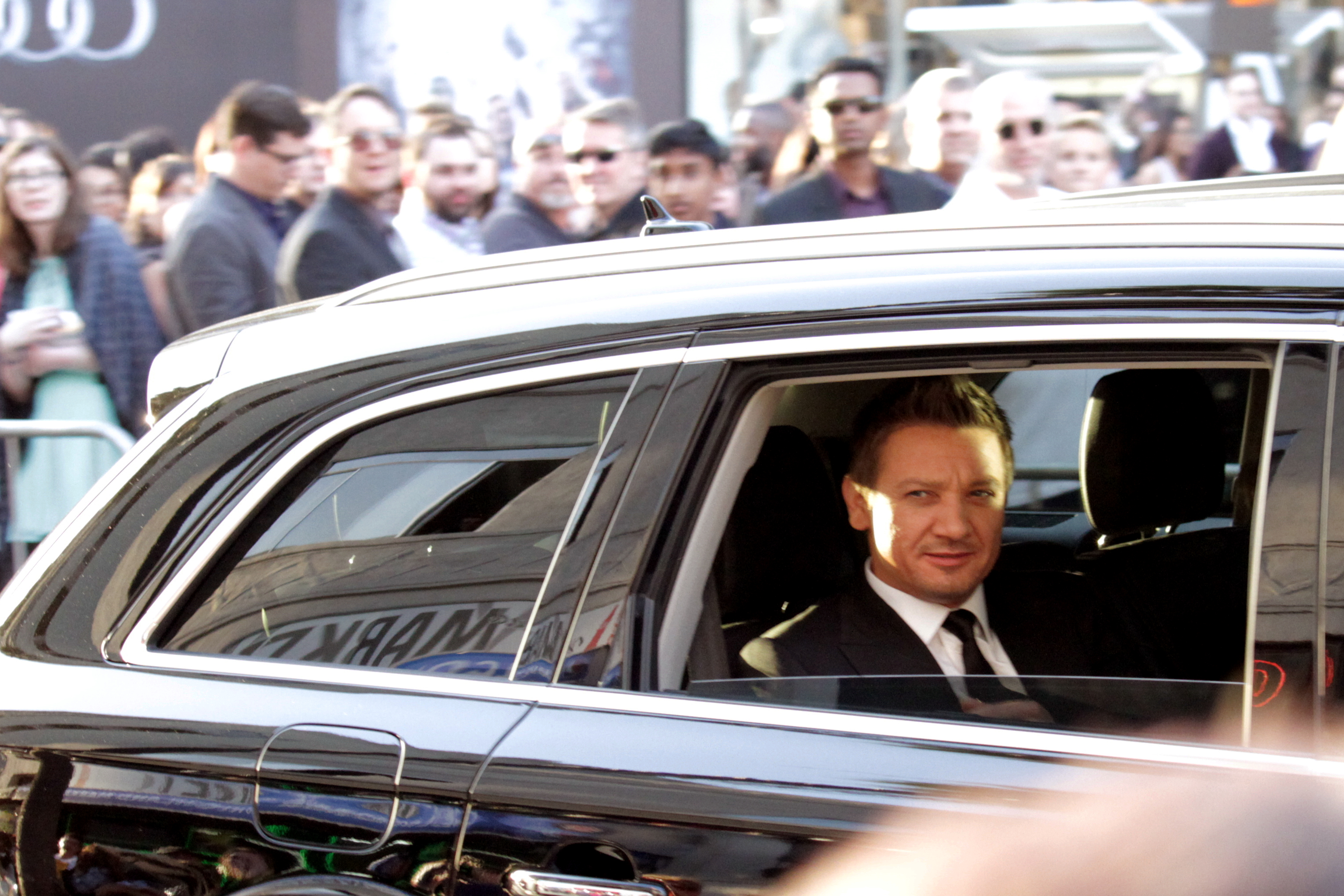
Jeremy Renner à la première mondiale dAvengers : L'Ère d'Ultron en 2015.

En 2014, Jeremy Renner fait ses débuts en tant que producteur pour un thriller politique l'éloignant des grosses productions des studios : Secret d’État, de Michael Cuesta (qui l'avait déjà dirigé dans Twelve and Holding en 2005), qui retrace le parcours du journaliste Gary Webb, qu'il interprète également. La même année, il apparaît dans deux épisodes de la série Louie, créée et écrite par le salué humoriste Louis C.K., qu'il a côtoyé dans American Bluff.
En 2015, on le retrouve dans ses deux principales franchises, avec Avengers : L'Ère d'Ultron, puis le cinquième volet de Mission Impossible, Rogue Nation, toujours aux côtés de Tom Cruise. Les deux films sont d'énormes succès commerciaux et sont très bien reçus par la critique.
L'année 2016 lui permet de retrouver Clint Barton / Hawkeye pour quelques scènes de Captain America: Civil War d'Anthony et Joe Russo, mais il partage surtout l'affiche de l'ambitieux drame de science-fiction Premier Contact, de Denis Villeneuve, avec Amy Adams, sa partenaire dans American Bluff. Le long-métrage reçoit d'excellentes critiques.
En 2017, il tient le premier rôle masculin du thriller Wind River, écrit et réalisé par Taylor Sheridan. Il retrouve cette fois sa partenaire d'Avengers : L'Ère d'Ultron, Elizabeth Olsen. Cette même année, il doit tourner le très attendu Avengers: Infinity War. Mais il se brise le poignet gauche et le coude droit au cours d'une cascade ratée lors de son troisième jour de tournage sur le plateau de Tag, une comédie d'action indépendante qu'il tourne au même moment. Il est alors obligé de renoncer à Avengers: Infinity War, mais conserve son rôle dans Tag, en faveur duquel il a également dû renoncer à Mission impossible 6. S'il quitte cette franchise, il témoigne cependant d'un intérêt intact pour reprendre le rôle d'Aaron Cross dans un sixième Jason Bourne.
En juillet 2018, il est annoncé au casting de l'adaptation de Spawn par Todd McFarlane. Il y tiendra le rôle de Twitch Williams, un inspecteur de police.
Il apparaît ensuite dans Avengers: Endgame, qui sort en avril 2019. Il est ensuite annoncé qu'il reprendra son rôle de Clint Barton pour une série centrée sur le personnage pour Disney+. La mini-série Hawkeye de huit épisodes sort en 2021.

### Vie privée
En 2014, il épouse la mannequin canadienne Sonni Pacheco, âgée de vingt-cinq ans, avec qui il a eu une fille prénommée Ava Berlin, née en 2013. En 2015, Sonni Pacheco demande le divorce, évoquant des violences conjugales.
Il dirige une entreprise de rénovation de maisons avec son meilleur ami, collègue et acteur, Kristoffer Winters. En plus de la comédie, il a étudié la religion, la criminologie, ainsi que l'Arnis et le muay-thaï, deux arts martiaux.
Le 1er janvier 2023, Jeremy Renner a été grièvement blessé au cours d'un déneigement avec un chasse-neige aux abords de chez lui au Nevada, après une tempête hivernale. Alors qu'il sortait de sa  déneigeuse sans avoir actionné le frein à main, il a constaté que l'engin glissait dans la direction de son neveu. Et c'est en tentant d'en reprendre le contrôle que l'acteur a été happé dessous et qu'une de ses jambe a été écrasée. D'après TMZ, l'acteur a perdu beaucoup de sang et un voisin médecin lui a fait un garrot avant l'arrivée des secours. Il a été transporté à l'hôpital par hélicoptère. Il a été opéré le 2 janvier 2023 et son état est décrit comme « critique mais stable », indique son porte-parole en précisant que le comédien souffre d’un traumatisme contondant au thorax et de blessures orthopédiques: « Il est en unité de soins intensifs. ». Il se remet rapidement de plus de 35 fractures et remarche au bout de seulement 3 mois.
En juillet 2023, il fait une apparition publique montrant son rétablissement lors d'une soirée de promotion de Superstar Saturdays à North Hollywood.

### Application mobile
L'acteur sort une application mobile appelée Jeremy Renner (Android) et Jeremy Renner Official (iOS) en mars 2017.  Elle est éditée par Escapex, une entreprise spécialisée dans le développement d'applications monétisées pour les célébrités. FastCompany rédige un long article sur cette application en avril 2019, la décrivant comme un « étonnant nouveau genre de réseau social ».
Une communauté se forme, incluant des mèmes, des selfies et la célébration du Happy Rennsday tous les mercredis. Mais, début octobre 2017, des accusations de censure, de harcèlement et de concours faussés apparaissent. Et en septembre 2019, Stefan Heck, un auteur humoristique produisant de courtes vidéos sur internet, publie sa découverte selon laquelle toute réponse passant par l'application apparaît comme étant envoyée par Jeremy Renner en personne par notification push, alors qu'il s'est fait passer pour lui. Après que plusieurs utilisateurs ont abusé de cette fonctionnalité, l'acteur demande à Escapex de couper l'application,,,.

## Filmographie

### Acteur

#### Cinéma
- 1995 : Alarme totale (National Lampoon's Senior Trip) de Kelly Makin : Mark « Dags » D'Agostino
- 1996 : Paper Dragons d'Adolfo Swaya : Jack
- 2001 : Fish in a Barrel de Kent Dalian : Remy
- 2002 : Monkey Love de Mark Stratton : Dil
- 2002 : Dahmer le Cannibale (Dahmer) de David Jacobson : Jeffrey Dahmer
- 2003 : S.W.A.T. unité d'élite (S.W.A.T.) de Clark Johnson : Brian Gamble
- 2004 : Le Livre de Jérémie (The Heart Is Deceitful Above All Things) d'Asia Argento : Emerson
- 2005 : Neo Ned de Van Fischer : Ned
- 2005 : Les Seigneurs de Dogtown (Lords of Dogtown) de Catherine Hardwicke : le manager de Jay Adams (non crédité)
- 2005 : 12 and Holding de Michael Cuesta : Gus Maitland
- 2005 : Crime City (A Little Trip to Heaven) de Baltasar Kormákur : Fred
- 2005 : L'Affaire Josey Aimes (North Country) de Niki Caro : Bobby Sharp
- 2006 : Love Comes to the Executioner de Kyle Bergersen : Chick Prigusivac
- 2007 : 28 semaines plus tard (28 Weeks Later) de Juan Carlos Fresnadillo : Doyle
- 2007 : Take de Charles Oliver : Saul
- 2007 : L'Assassinat de Jesse James par le lâche Robert Ford (The Assassination of Jesse James by the Coward Robert Ford) d'Andrew Dominik : Wood Hite
- 2009 : Démineurs (The Hurt Locker) de Kathryn Bigelow : le sergent William James
- 2009 : Une idée de génie (Ingenious) de Jeff Balsmeyer : Sam Schooler
- 2010 : The Town de Ben Affleck : James Coughlin
- 2011 : Thor de Kenneth Branagh : Clint Barton / Hawkeye
- 2011 : Mission impossible : Protocole Fantôme (Mission: Impossible - Ghost protocol) de Brad Bird : William Brandt
- 2012 : Avengers (The Avengers) de Joss Whedon : Clint Barton / Hawkeye
- 2012 : Jason Bourne : L'Héritage (The Bourne Legacy) de Tony Gilroy : Aaron Cross / Kenneth James Kitsom
- 2013 : Hansel et Gretel : Witch Hunters (Hansel and Gretel: Witch Hunters) de Tommy Wirkola : Hansel
- 2013 : The Immigrant de James Gray : Orlando le magicien
- 2013 : American Bluff (American Hustle) de David O. Russell : le maire Carmine Pollito
- 2014 : Secret d'État (Kill the Messenger) de Michael Cuesta : Gary Webb (également producteur)
- 2014 : Captain America : Le Soldat de l'hiver d'Anthony et Joe Russo : Clint Barton / Hawkeye (scènes coupées)
- 2015 : Avengers : L'Ère d'Ultron (Avengers: Age of Ultron) de Joss Whedon : Clint Barton / Hawkeye
- 2015 : Mission impossible : Rogue Nation (Mission: Impossible – Rogue Nation) de Christopher McQuarrie : William Brandt
- 2016 : Captain America: Civil War d'Anthony et Joe Russo : Clint Barton / Hawkeye
- 2016 : Premier Contact (Arrival) de Denis Villeneuve : Ian Donnelly
- 2017 : Wind River de Taylor Sheridan : Cory Lambert
- 2017 : Vegas Academy : Coup de poker pour la fac (The House) d'Andrew Jay Cohen : Tommy (caméo)
- 2018 : Tag : Une règle, zéro limite (Tag) de Jeff Tomsic : Jerry Pierce
- 2019 : Avengers: Endgame d'Anthony et Joe Russo : Clint Barton / Hawkeye
- 2021 : Black Widow de Cate Shortland : Clint Barton / Hawkeye (caméo vocal / scène d’archive du film Avengers - non crédité)
- 2025 : Wake Up Dead Man: A Knives Out Mystery de Rian Johnson : Dr Nat Sharp[22]

#### Télévision
Téléfilms
- 1996 : Jeunesse volée (A Friend's Betrayal) de Christopher Leitch
- 1997 : A Nightmare Come True de Christopher Leitch

Séries télévisées
- 1995 : Deadly Games : Tod (saison 1, épisode 3)
- 1996 : Drôle de chance (Strange Luck) : Jojo Picard (saison 1, épisode 16)
- 1999 : Zoé, Duncan, Jack et Jane (Zoe, Duncan, Jack and Jane) : Jack (saison 1, épisode 1)
- 1999 : Traque sur Internet (The Net) : Ted Nida (saison 1, épisode 21)
- 1999 : Sarah (Time of Your Life) : Taylor (saison 1, épisode 6)
- 2000 : Angel : Penn (Saison 1, épisode 11)
- 2001 : Les Experts (CSI: Crime Scene Investigation) : Roger Jennings (saison 2, épisode 6)
- 2007 : Dr House (House) : Jimmy Quidd (saison 4, épisode 9)
- 2008 : The Oaks : Dan (saison 1, épisode 1)
- 2009 : The Unusuals : l'inspecteur Jason Walsh (saison 1 de 10 épisodes)
- 2011 : Robot Chicken : le sergent First Class William James (série d'animation - saison 5, épisode 19 - voix originale)
- 2014 : Louie : le dealer (saison 4, épisode 11 et 12)
- 2021 : Hawkeye : Clint Barton / Hawkeye (Rôle principal - saison 1, 6 épisodes)[23]
- 2021-2023 : What If...? : Clint Barton / Hawkeye
- 2021 - en cours : Mayor of Kingstown : Mike McLusky

### Jeux vidéo
- 2004 : Catwoman: The Game : le policier (voix originale)
- 2016 : Lego Marvel's Avengers : Clint Barton / Hawkeye

### Producteur
- 2016 : Le Fondateur (The Founder) de John Lee Hancock
- 2018 : Knightfall
- 2021 : Mayor of Kingstown (série TV)

## Distinctions
Sources : IMDb

### Récompenses
- California Independent Film Festival 2008 : meilleur acteur pour Take
- Boston Society of Film Critics Awards 2009 : meilleur acteur pour Démineurs
- Chicago Film Critics Association Awards 2009 : meilleur acteur pour Démineurs
- Las Vegas Film Critics Society Awards 2009 : meilleur acteur pour Démineurs
- Dallas-Fort Worth Film Critics Association Awards 2009 : 3e place au DFWFCA Award du meilleur acteur pour Démineurs
- Gotham Independent Film Awards 2009 : Gotham Award du meilleur casting pour l'ensemble des acteurs de Démineurs
- Hollywood Film Festival 2009 : meilleur acteur pour Démineurs
- National Board of Review 2009 : meilleur acteur pour Démineurs
- Satellite Awards 2009 : Meilleur acteur pour Démineurs
- Dallas-Fort Worth Film Critics Association Awards 2010 : 3e place au DFWFCA Award du meilleur acteur dans un second rôle pour The Town
- Festival du film de Taormine 2016 : Prix Taormina Promesse du meilleur acteur

### Nominations
- Independent Spirit Awards 2003 : nomination à l'Independent Spirit Award du meilleur acteur pour Dahmer
- Gotham Independent Film Awards 2009 : meilleure révélation pour Démineurs
- Independent Spirit Awards 2009 : meilleur acteur pour Démineurs
- BAFTA Awards 2010 : British Academy Film Award du meilleur acteur dans un rôle principal pour Démineurs
- Oscars 2010 : Oscar du meilleur acteur pour Démineurs
- Critics Choice Awards 2010 : meilleur acteur pour Démineurs
- Chlotrudis Awards 2010 : meilleur acteur pour Démineurs
- Oscars 2011 : Oscar du meilleur acteur dans un second rôle pour The Town
- Golden Globes 2011 : Golden Globe du meilleur acteur dans un second rôle pour The Town
- Critics Choice Awards 2011 : meilleur casting pour l'ensemble des acteurs de The Town
- Satellite Awards 2018 : Meilleur acteur pour Wind River
- Saturn Awards 2019 : Meilleur acteur dans un second rôle pour Avengers: Endgame

## Voix francophones
En France, Jeremy Renner a d'abord été doublé par, Tanguy Goasdoué dans Angel, Laurent Morteau dans Les Experts, Antoine Nouel dans Dahmer le Cannibale et Axel Kiener dans S.W.A.T. unité d'élite. Depuis le film L'Affaire Josey Aimes sorti en 2005, Jérôme Pauwels est devenu sa voix régulière. Il le double notamment dans L'Assassinat de Jesse James par le lâche Robert Ford, Démineurs, The Town, les œuvres du MCU, la série de films Mission impossible, Jason Bourne : L'Héritage, American Bluff, Premier Contact, ou encore Wind River. En parallèle, Cédric Chevalme le double dans 12 and Holding, Pierre-Olivier Mornas dans 28 semaines plus tard, Gilles Morvan dans Dr House et Nicolas Briançon dans The Immigrant.
Au Québec, Jean-François Beaupré est la voix québécoise la plus régulière de l'acteur, étant sa voix dans les films Mission impossible, La peur dans la peau : L'Héritage de Bourne, Hansel et Gretel: Chasseurs de sorcières et Arnaque à l'américaine. Antoine Durand le double dans La folle excursion de National Lampoon et le MCU tandis que Patrice Dubois le double dans S.W.A.T..